# Heidi Parland
Heidi Parland, född Runeberg 30 september 1902 i Helsingfors, död 3 januari 1990 i Helsingfors, var en finlandssvensk översättare och litteraturkritiker.
Hon var dotter till Nino Runeberg. Hon var 1925–1941 gift med författaren Rabbe Enckell och gifte 1941 om sig med författaren Oscar Parland. Hon arbetade som bibliotekarie i Grankulla till 1940 och recenserade under många år böcker i Helsingin Sanomat, men även i Arbetarbladet och Nya Argus. 
Som översättare ägnade hon sig främst åt finsk skönlitteratur och psykologisk facklitteratur.

## Översättningar (urval)
- Mika Waltari: En främling kom till gården (Vieras mies tuli taloon) (översatt tillsammans med Barbro Mörne) (Schildt, 1937)
- Imre Gyomai & Stephane Manier: Den ofullbordade symfonin : en Schubertroman (La vie tendre et pathétique de Franz Schubert) (Wahlström & Widstrand, 1937)
- Kirsti Huurre (pseud. för Kerttu Eurén): Under hammaren och skäran: nio år i Sovjetunionen (Sirpin ja moukarin alla) (Dagens böcker, 1943)
- Olav Thorsrud: Dagdrivare på Kanarieöarna (Dagdrivere paa Canary) (Hökerberg, 1946)
- Toivo Pekkanen: Mörknande horisont (Hämärtyvä horisontti) (Schildt, 1946)
- Arthur Omre: Okänd man (Kristinus Bergman) (Bonnier, 1947)
- Jurij Olesja: Avund (översatt tillsammans med Oscar Parland) (Forum, 1961)
- C.G. Jung: Det omedvetna (Über die Psychologie des Unbewussten) (Wahlström & Widstrand, 1965)
- Anna Freud: Barnets psykiska hälsa (Normality and pathology in childhood) (Prisma, 1967)